# Чому розбиваються літаки
Чому розбиваються літаки — це авіаційний документальний мінісеріал, заснований на авіакатастрофах та катастрофах. Серіал був створений і названий продюсером Керолайн Соммерс від імені NBC Peacock Productions. Прем'єра серіалу відбулася 12 липня 2009 року, показавши «Диво на Гудзоні», коли командир Airbus A320 Чеслі «Саллі» Салленбергер посадив на річку Гудзон рейс US Airways 1549 15 січня 2009 року. Також були представлені три інші інциденти: Рейс 961 Ethiopian Airlines, рейс 980 ALM та рейс 6 Pan Am.

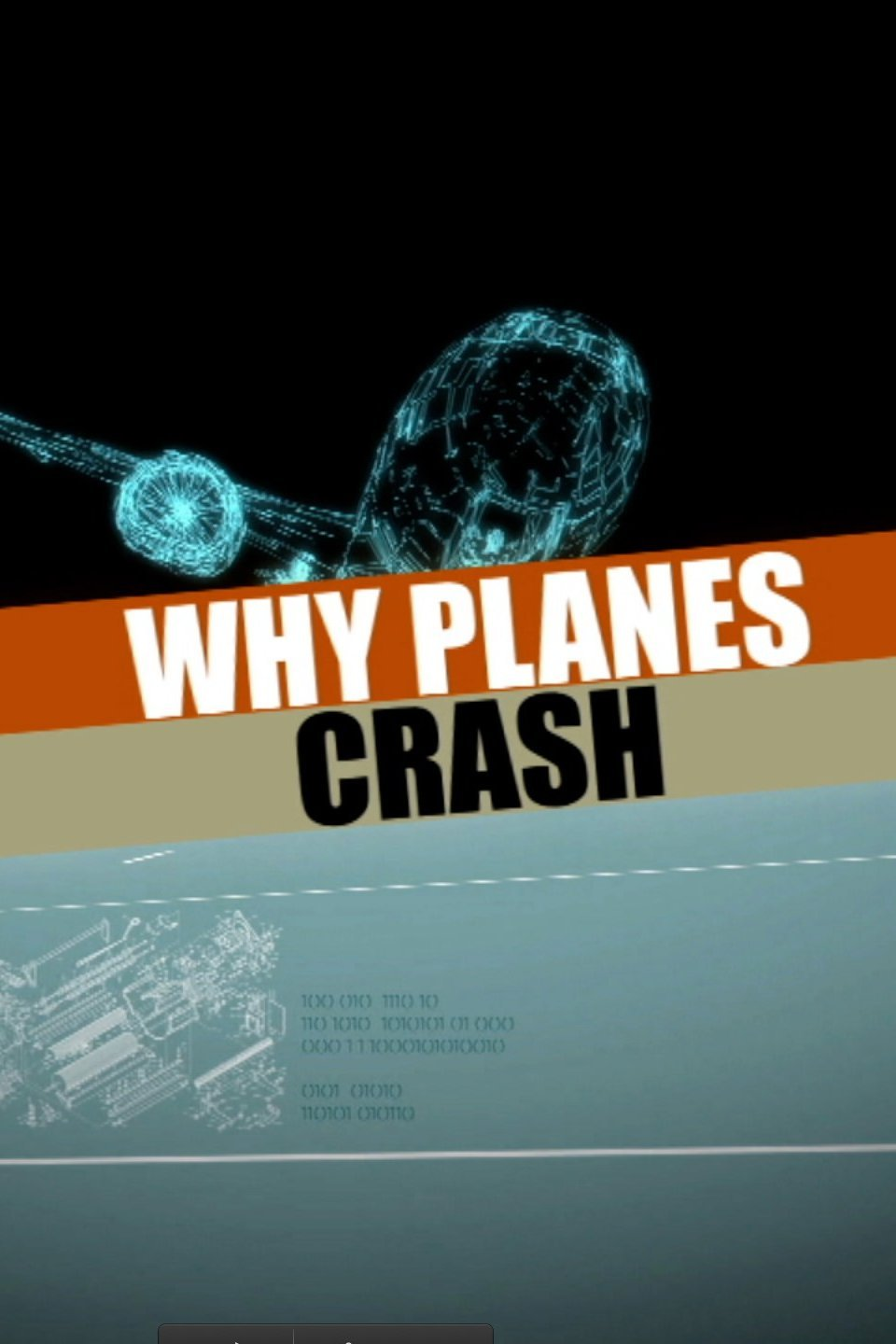

Спочатку транслювався на MSNBC, кожен епізод розповідав Лестер Холт. В 2015 році показ випусків припинився.

## Список випусків

### Season 1
| № серії (загалом) | № серії (в сезоні) | Назва серії        | Режисер(и)       | Сценарист(и)     | Оригінальна дата показу | Код серії |
| ----------------- | ------------------ | ------------------ | ---------------- | ---------------- | ----------------------- | --------- |
| 1                 | 1                  | «Brace for Impact» | Caroline Sommers | Caroline Sommers | 12 липня 2009           | N/A       |
| 2                 | 2                  | «Breaking Point»   | Caroline Sommers | Caroline Sommers | 17 січня 2010           | N/A       |
| 3                 | 3                  | «Human Error»      | Буде визначено   | Буде визначено   | 21 листопада 2010       | N/A       |
| 4                 | 4                  | «Fire in the Sky»  | Буде визначено   | Буде визначено   | 28 листопада 2010       | N/A       |
| 5                 | 5                  | «Collision Course» | Caroline Sommers | Caroline Sommers | 27 квітня 2013          | N/A       |

### Season 2
| № серії (загалом) | № серії (в сезоні) | Назва серії                 | Режисер(и)       | Сценарист(и)     | Оригінальна дата показу | Код серії |
| ----------------- | ------------------ | --------------------------- | ---------------- | ---------------- | ----------------------- | --------- |
| 6                 | 1                  | «Crisis in the Sky»         | Caroline Sommers | Caroline Sommers | 15 грудня 2014          | N/A       |
| 7                 | 2                  | «Brush With Death»          | Caroline Sommers | Caroline Sommers | 22 грудня 2014          | N/A       |
| 8                 | 3                  | «Severe Weather»            | Буде визначено   | Буде визначено   | 29 грудня 2014          | N/A       |
| 9                 | 4                  | «Small Planes, Big Problem» | Буде визначено   | Буде визначено   | 4 січня 2015            | N/A       |
| 10                | 5                  | «Sudden Impact»             | Буде визначено   | Буде визначено   | 5 січня 2015            | N/A       |
| 11                | 6                  | «Chopper Down»              | Буде визначено   | Буде визначено   | 12 січня 2015           | N/A       |
| 12                | 7                  | «Who’s Flying»              | Буде визначено   | Буде визначено   | 19 січня 2015           | N/A       |
| 13                | 8                  | «Fatal Flaws»               | Буде визначено   | Буде визначено   | 20 січня 2015           | N/A       |